# Clementino Bonfiglioli
Clementino Bonfiglioli (* 1928 in Bologna; † 6. Juli 2010) war ein italienischer Unternehmer.
Nach einem Technik-Studium und einer Ausbildung an dem Technischen Institut Aldini Valeriani arbeitete er zunächst als Entwickler und Tester bei wichtigen Getriebeherstellern in Bologna. Im Jahr 1956 entschloss er sich zur Gründung des eigenen Unternehmens „Construzioni Meccaniche Bonfiglioli“. Heute ist Bonfiglioli Riduttori ein international tätiger Anbieter sowohl auf dem Gebiet der mechanischen als auch der elektrischen
Antriebstechnik mit einem Umsatz von rund 500 Millionen Euro und Niederlassungen in 16 Ländern.